# گریمستا
گریمستا (به لاتین: Grimstad) یک سکونتگاه مسکونی در نروژ است که در اوست آدر واقع شده‌است.

## خصوصیات
گریمستا ۳۰۳٫۵۲ کیلومترمربع مساحت و ۲۰٬۴۹۷ نفر جمعیت دارد.

## نگارخانه

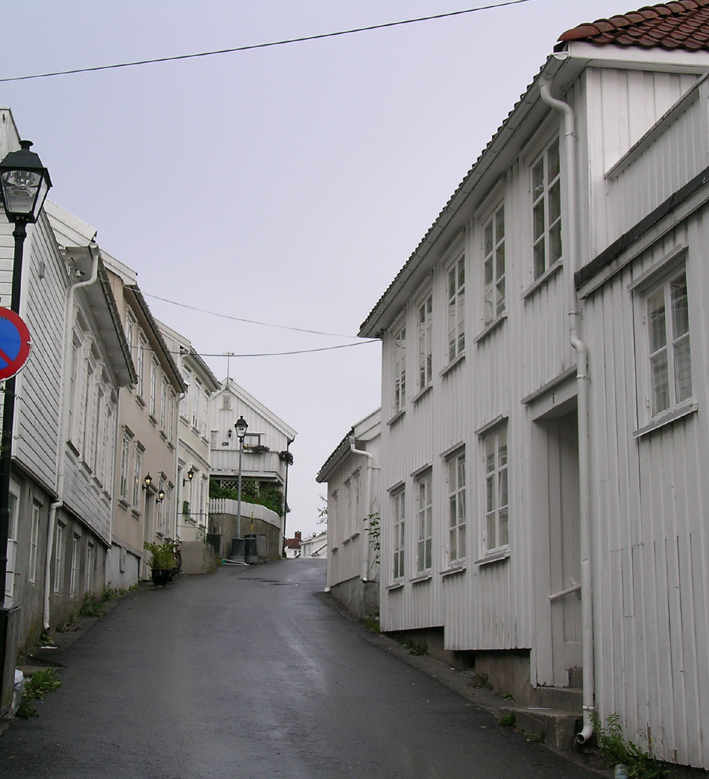
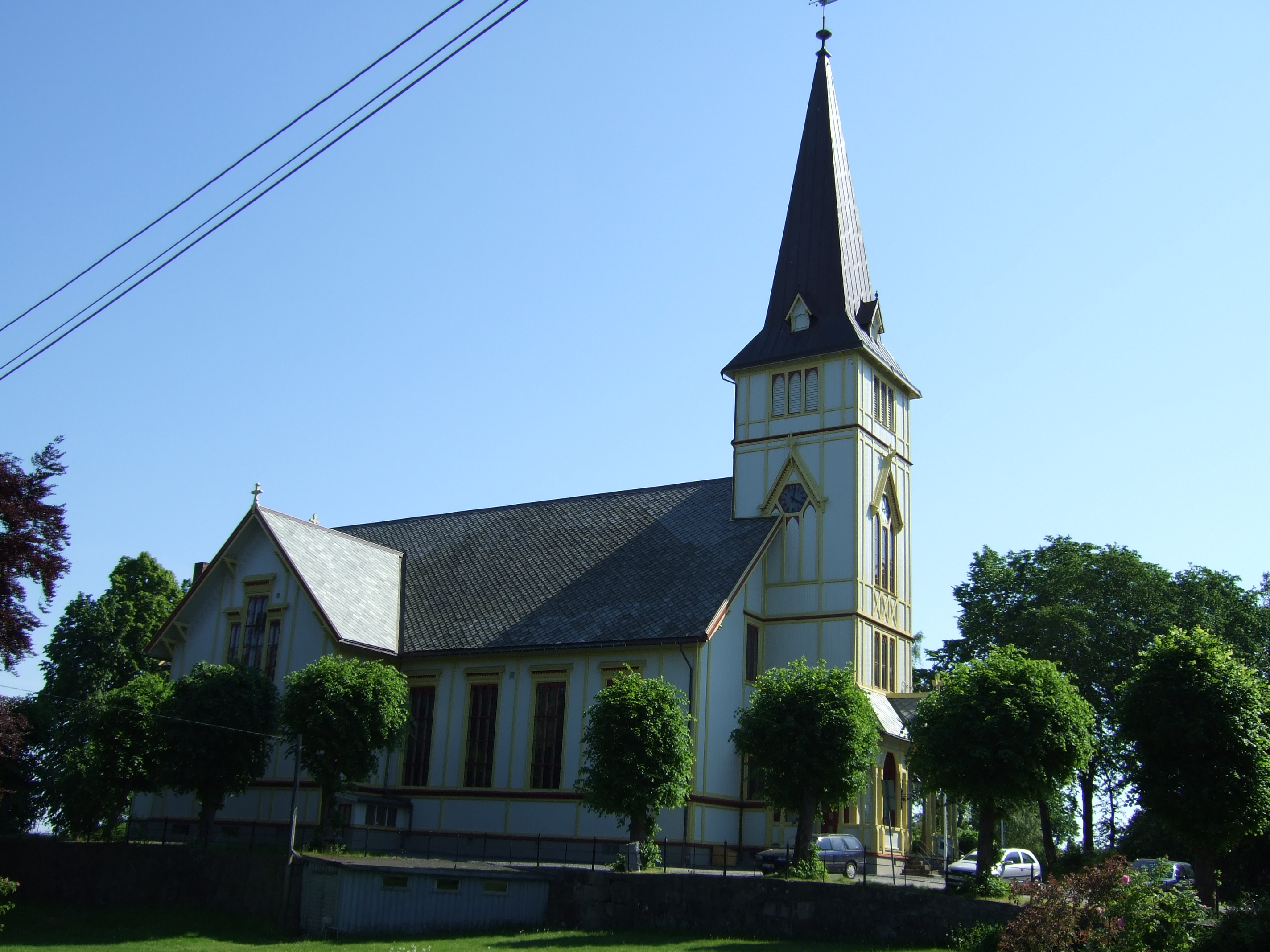
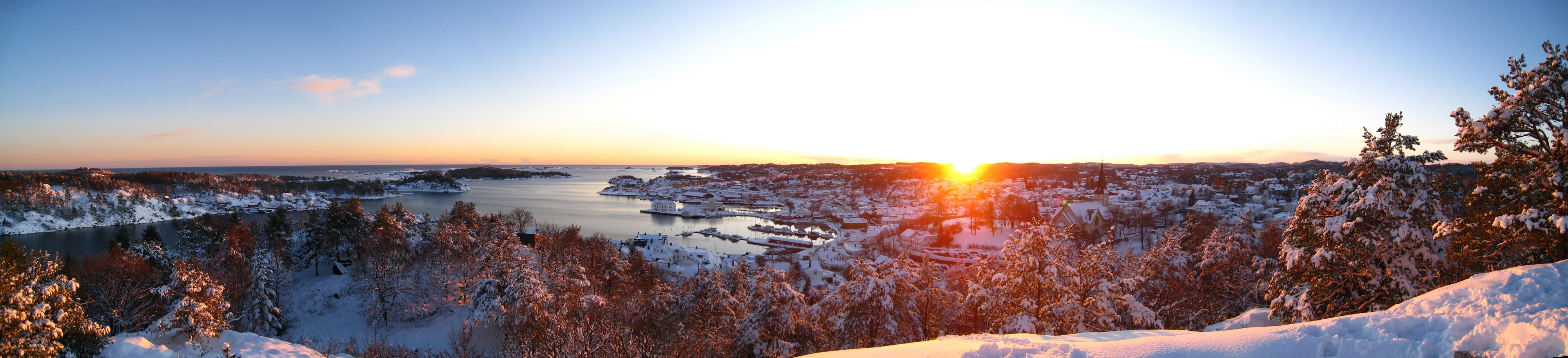
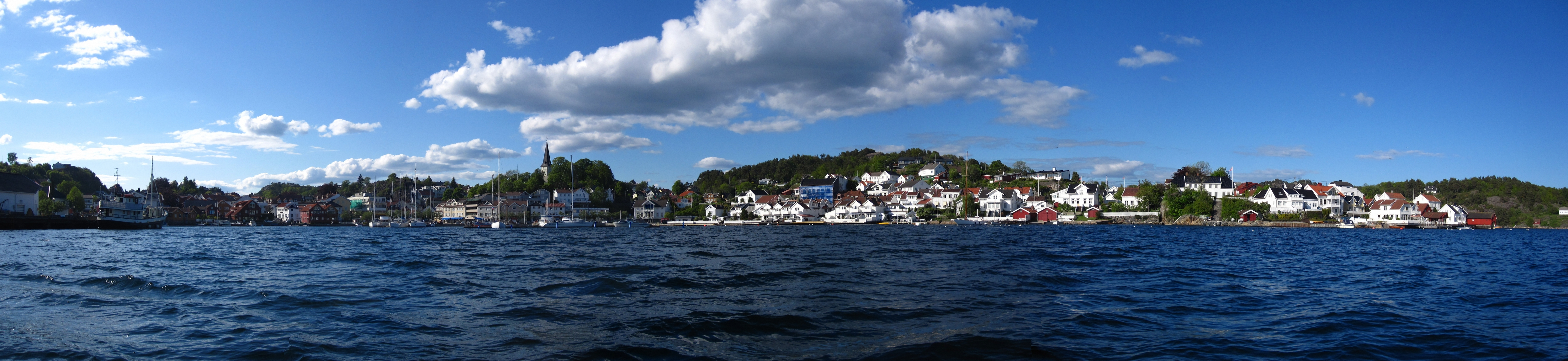